# 1993 في ألمانيا
فيما يلي قوائم الأحداث التي وقعت خلال عام 1993 في ألمانيا.

## سياسة

### تعيين في المنصب
- 21 يناير – كلاوس كينكل نائب المستشار.
- 3 مايو – يوهانس راو رئيس الحزب الديمقراطي الاجتماعي الألماني ‏.
- 7 يوليو – مانفريد كانتر وزير الداخلية الاتحادي.

### انتهاء فترة المنصب
- 21 يناير – يورغين موليمان نائب المستشار، وزير اتحادي  [لغات أخرى]‏.
- 25 يونيو – يوهانس راو رئيس الحزب الديمقراطي الاجتماعي الألماني ‏.

## رياضة
- 25 يوليو – جائزة ألمانيا الكبرى 1993 الفائز ألن بروست.

## ظهور
- 1 يناير – غليتش

## أفلام
من الأفلام التي صدرت هذه السنة في ألمانيا:
- 21 يناير – ستالينغراد من إخراج Joseph Vilsmaier [الإنجليزية]‏.

## موسيقى

### أغاني
من الأغاني التي صدرت هذه السنة في ألمانيا:
- 26 أبريل – ماريا ماكدلينا من غناء ساندرا.

## مواليد

### يناير
- 2 يناير – مارسيل شروتر متسابق دراجات نارية ألماني.
- 18 يناير – توماس إيسفيلد لاعب كرة قدم ألماني.
- 28 يناير – جون بروكس
- 29 يناير – ألكسندرا مازوكو لاعبة كرة يد ألمانية.

### فبراير
- 9 فبراير – نيكولا فولكروغ لاعب كرة قدم ألماني.

### مارس
- 2 يناير – مارسيل شروتر متسابق دراجات نارية ألماني.
- 3 مارس – أنطونيو روديغر لاعب كرة قدم ألماني.
- 14 مارس – آنا إيفاس عارضة ألمانية.
- 28 مارس – جوليا بهنكي لاعبة كرة يد ألمانية.

### أبريل
- 1 أبريل – يوليوس كوهن لاعب كرة يد ألماني.
- 10 أبريل – روني دامكه لاعب كرة يد ألماني.
- 20 أبريل – مارفن فريتز متسابق دراجات نارية ألماني.

### مايو
- 1 مايو – أرتور شنايدر لاعب كرة قدم ألماني.
- 31 مايو – توبياس مولر لاعب كرة قدم ألماني.

### يونيو
- 14 يونيو – توني فينستيربوش متسابق دراجات نارية ألماني.
- 20 يونيو – سياد كولاشيناتس لاعب كرة قدم بوسني.
- 22 يونيو – لوريس كاريوس لاعب كرة قدم ألماني.

### يوليو
- 1 أبريل – يوليوس كوهن لاعب كرة يد ألماني.
- 3 يوليو – كريم ديميرباي لاعب كرة قدم.
- 13 يوليو – داني دا كوستا لاعب كرة قدم ألماني.
- 19 يوليو – مايكه شميلزر لاعبة كرة يد ألمانية.
- 31 يوليو – آن هوبنجر لاعبة كرة يد ألمانية.

### أغسطس
- 6 أغسطس – أمين يونس لاعب كرة قدم ألماني.
- 13 أغسطس – جوناس فولجير متسابق دراجات نارية ألماني.
- 17 أغسطس – سينتيا لاورا
- 17 أغسطس – يوهانس غايس لاعب كرة قدم ألماني.

### سبتمبر
- 15 سبتمبر – دينيس شرودر لاعب كرة سلة ألماني.
- 20 سبتمبر – جوليان دراكسلر لاعب كرة قدم ألماني.

### أكتوبر
- 3 أكتوبر – روبن كيرن لاعب كرة مضرب ألماني.

### نوفمبر
- 19 نوفمبر – نادين شاتزل لاعبة كرة يد مجرية.

### ديسمبر
- 6 ديسمبر – يوهانس ريختر لاعب كرة سلة ألماني.
- 28 ديسمبر – ماكسيميليان باير درّاج طريق ألماني.

## وفيات

### يناير
- 4 يناير – رولاند زيمر (مواليد 1933) موسيقي ألماني.

### مارس
- 15 مارس – كارل ماي (مواليد 1928) لاعب ومدرب كرة قدم ألماني.
- 20 مارس – بولي كارب كوش (مواليد 1911) فيزيائي ألماني.
- 27 مارس – إرنست سترينج (مواليد 1942) درّاج طريق ألماني.

### أبريل
- 18 أبريل – والتر لومان (مواليد 1911) دراج ألماني.

### مايو
- 13 مايو – فولفغانغ لوتز (مواليد 1921) جندي إسرائيلي.

### يونيو
- 19 يونيو – هيلموت فاث (مواليد 1929) متسابق دراجات نارية ألماني.

### سبتمبر
- 1 سبتمبر – فرتز كريمر (مواليد 1906) نحات ألماني.
- 20 سبتمبر – إريش هارتمان (مواليد 1922)

### أكتوبر
- 24 أكتوبر – هاينز كوبسش (مواليد 1930) لاعب كرة قدم ألماني.

### نوفمبر
- 18 نوفمبر – فريتز فيلد (مواليد 1900)
- 25 نوفمبر – كارل لورينز (مواليد 1913) درّاج طريق ألماني.

### ديسمبر
- 7 ديسمبر – ولفجانج باولي (مواليد 1913) فيزيائي ألماني حاصل على جائزة نوبل في الفيزياء.
- 11 ديسمبر – باول ميبوس (مواليد 1920) لاعب كرة قدم ألماني.
- 11 ديسمبر – كلاوس نونيمان (مواليد 1922) كاتب ومؤلف ألماني.